# アンデルソン・ヴィエイラ・マルチンス
アンデルソン・マルチンス（Anderson Martins）ことアンデルソン・ヴィエイラ・マルチンス（ポルトガル語: Anderson Vieira Martins、1987年8月21日 - ）は、ブラジルの元サッカー選手。現役時代のポジションはDF。

## クラブ歴
セアラー州のフォルタレーザに生まれ、バイーア州のECヴィトーリアの下部組織で育った。2003年12月に3年契約を締結、2006年3月と2007年8月に契約を延長した。2007年8月7日のカンピオナート・ブラジレイロ・セリエBで初出場したが、この時にチームメイトのアンデルソン・フェレイラ、アンデルソン・ホドリゲスと区別するためにアンデルソン・マルチンスと呼ばれるようになった。この年のリーグを4位で終えたヴィトーリアはカンピオナート・ブラジレイロ・セリエAに昇格。2008年にはカンピオナート・バイアーノ、2010年にはカンピオナート・バイアーノとコパ・ド・ノルデスチのタイトルを獲得した。
2010年12月には投資会社のトラフィック・グループと契約し、CRヴァスコ・ダ・ガマに4年契約で加入。同年8月、ポルトガル、ドイツ、フランスといった欧州各地からのオファーがあった中で、トラフィック・グループは彼を4年契約でカタール・スターズリーグのアル・ジャイシュ・ドーハに移籍させた。欧州でのプレーを夢見ていた彼はこの移籍に不満であったが、カタールに在籍した経験のあるジュニーニョ・ペルナンブカーノが「カタールのサッカーのレベルは向上していてヨーロッパへの窓口となる」と説得した事によってカタール行きに納得したと、アル・ジャイシュとの契約が終了した後に彼は語った 。彼のアル・ジャイシュへの合流はシーズン中に遅れたため、カタールデビュー戦は翌2012年1月2日にずれ込んだがこの試合で彼はフリーキックから得点を決めた。2014年にSCコリンチャンス・パウリスタへの期限付き移籍をすると、以降はアル・ガラファ、ウム・サラルSCと期限付き移籍を続けた。
2017年にアル・ジャイシュとの契約が終わると古巣のヴァスコ・ダ・ガマに復帰した。
2018年1月12日にサンパウロFCに加入。この移籍について彼は「このトリコロールのクラブはチャンピオンであり、タイトルを求めてやってきた」と述べた。24日のカンピオナート・パウリスタ・ミラソウFC戦で移籍後初出場。
2020年8月、サンパウロFCを退団した。

## 代表歴
2005年に仙台カップ国際ユースサッカー大会のメンバーとして来日し、ブラジルは初代王者に輝いた。